# Dęba (Mazovie)
Pour les articles homonymes, voir Dęba.
Dęba (prononciation : [ˈdɛmba]) est un village polonais de la gmina de Przytyk dans le powiat de Radom de la voïvodie de Mazovie dans le centre-est de la Pologne.
Il se situe à environ 3 kilomètres au nord-ouest de Przytyk (siège de la gmina), 23 kilomètres au nord-ouest de Radom (siège de le powiat) et à 82 kilomètres au sud de Varsovie (capitale de la Pologne).

## Histoire
De 1975 à 1998, le village appartenait administrativement à la voïvodie de Radom.